# Matt Lucena
Matt Lucena (* 4. August 1969 in Chico, Kalifornien) ist ein ehemaliger US-amerikanischer Tennisspieler. 1995 gewann er an der Seite von Meredith McGrath die US Open im Mixed.

## Leben
Lucena war ein herausragender Juniorenspieler. Während seines Studiums der Politikwissenschaft an der University of California, Berkeley zwischen 1988 und 1992 errang er zweimal in Folge den Doppeltitel der National Collegiate Athletic Association und wurde insgesamt dreimal in die Bestenauswahl All-American berufen. Zudem errang er fünf nationale Doppeltitel.
An der Seite von Steve DeVries konnte er noch als Amateur beim Challenger-Turnier von Bloomfield Hills seinen ersten Doppeltitel erringen; 1992 wurde er Tennisprofi. Er konnte jedoch zunächst nicht an seinen Erfolg anknüpfen und musste bis Mitte 1993 auf unterklassigen Satellite-Turnieren spielen, um Weltranglistenpunkte zu sammeln. Erst im September 1993 erreichte er wieder ein Doppelfinale der Challenger-Tour, dieses ging jedoch verloren. Auch das darauf folgende Jahr verlief durchwachsen, bestes Resultat war hier eine Doppel-Finalteilnahme beim Challenger-Turnier von Guayaquil. Das beste Jahr seiner Karriere sollte 1995 werden, als er neben drei Doppeltiteln auf der Challenger-Tour auch das ATP Turnier von St. Pölten gewinnen konnte. Im Laufe seiner Karriere konnte er insgesamt vier Doppeltitel auf der ATP Challenger Tour sowie einen auf der ATP World Tour erringen. Seine höchste Notierung in der Tennis-Weltrangliste erreichte er 1993 mit Position 312 im Einzel sowie 1996 mit Position 62 im Doppel.
Im Einzel konnte er sich nie für ein Grand-Slam-Turnier qualifizieren. In der Doppelkonkurrenz erreichte zwei Mal das Viertelfinale der US Open. Seinen größten Karriereerfolg feierte er in der Mixed-Konkurrenz, wo er 1995 an der Seite von Meredith McGrath bei den US Open den Titel errang. Sie schlugen dabei im Finale Gigi Fernández und Cyril Suk in zwei Sätzen. Gemeinsam standen sie zudem im Viertelfinale der Australian Open sowie im Achtelfinale der French Open.

## Turniersiege
| Legende                       |
| Grand Slam (1)                |
| Tennis Masters Cup            |
| ATP Masters Series            |
| ATP International Series Gold |
| ATP International Series (1)  |

### Doppel
| Nr. | Datum | Turnier    | Belag | Partner      | Finalgegner              | Ergebnis |
| --- | ----- | ---------- | ----- | ------------ | ------------------------ | -------- |
| 1.  | 1995  | St. Pölten | Sand  | Bill Behrens | Libor Pimek Byron Talbot | 7:5, 6:4 |

### Mixed
| Nr. | Datum | Turnier | Belag     | Partner          | Finalgegner              | Ergebnis |
| --- | ----- | ------- | --------- | ---------------- | ------------------------ | -------- |
| 1.  | 1995  | US Open | Hartplatz | Meredith McGrath | Cyril Suk Gigi Fernández | 6:4, 6:4 |